# Processzorfoglalat

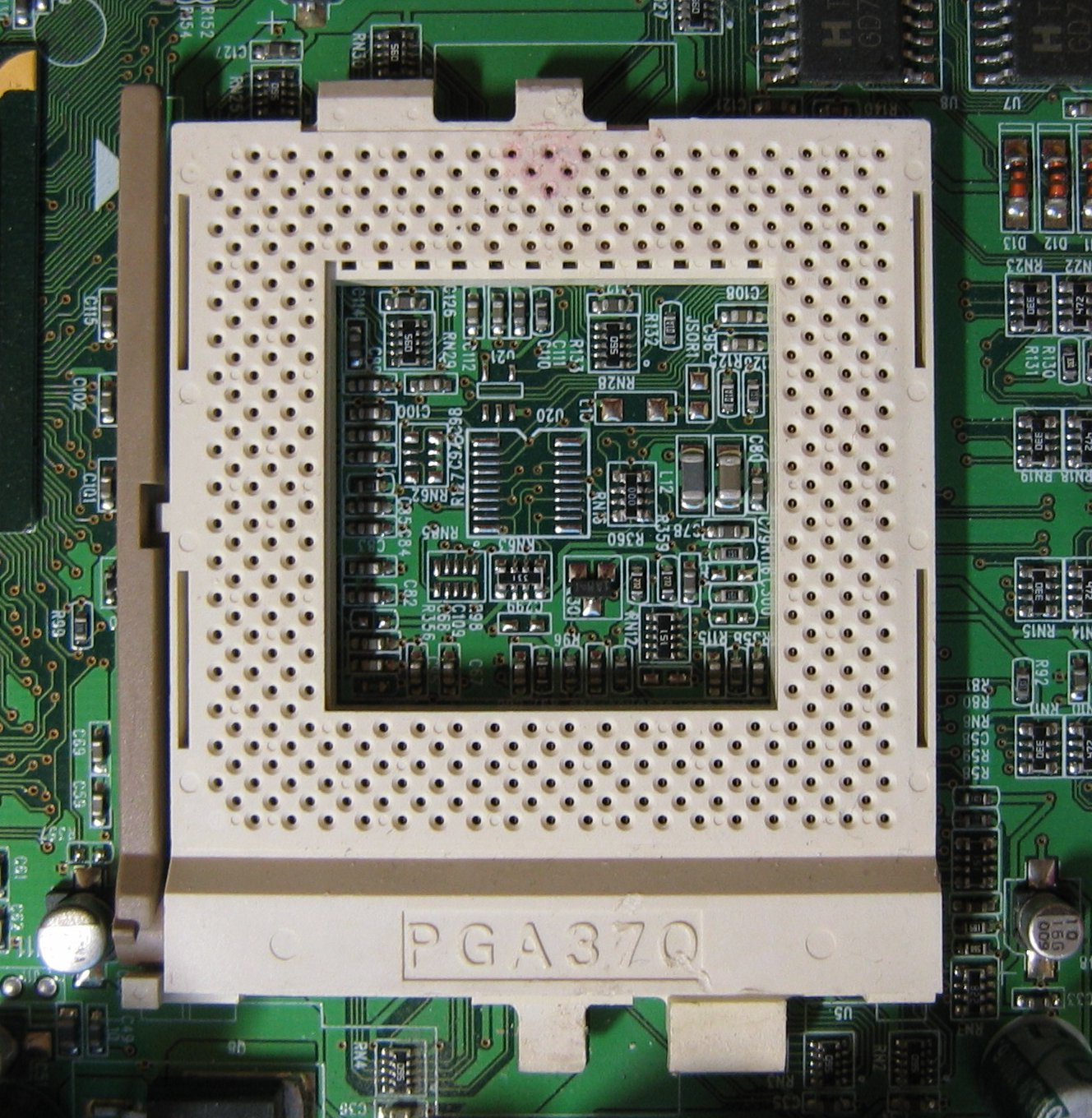
A Socket 370 processzorfoglalat, egy ZIF típusú PGA socket

A processzorfoglalat egy csatlakozó a számítógép alaplapján, amibe a számítógép központi egysége, a processzor csatlakozik. Manapság legtöbb asztali, hordozható és szerver számítógép processzorai (főleg az Intel x86 architektúrán alapulók) cserélhetők, így valamilyen foglalatba illeszkednek.
A legtöbb foglalat PGA kialakítású, ahol a processzor alján lévő tűk a foglalaton lévő lyukakba illeszkednek. Hogy minimalizálják a tűk elgörbülésének vagy eltörésének veszélyét, legtöbb foglalat ZIF kialakítású, ami azt jelenti, hogy a processzor behelyezéséhez nem szükséges semennyi fizikai erőt kifejteni, a CPU könnyen megy a foglalatba ahol aztán egy kar lehajtásával tudjuk azt rögzíteni.
A piacon az Intel volt az első, aki a PGA tokozás leváltására bevezette az LGA (Land Grid Array) tokozást, ahol a processzor alján tűk helyett kis érintkezőpadok vannak, a tűk pedig a foglalaton találhatóak.
A kilencvenes évek vége felé a processzorok többsége egyre inkább slotokba illeszkedett az addigi socketek helyett (A magyar szakzsargonnak nincs külön szava a slot és a socket megkülönböztetésére, mindkettőt egységesen foglalatnak fordítják.) A slot az alaplapon található kiegészítő csatlakozókhoz (mint a PCI) hasonlít leginkább. Ezek a processzorok egy slotba illeszkedő nyomtatott áramkörre voltak integrálva. Ennek két előnye volt: egyrészt a CPU másodlagos gyorsítótárát könnyebb volt bővíteni a nagy NYÁK-on, és a processzor behelyezése és eltávolítása is jóval egyszerűbb volt. Azonban a nagyobb fizikai méret hosszabb elérési idővel járt a CPU és a vezérlő lapkakészlet közt, ami előnytelen volt 500 MHz-es működési frekvencia felett. A slotokat az ezredfordulóra leváltották az AMD Socket A és az Intel Socket 370 foglalata.

## Socketek és slotok listája
A legtöbb foglalat nevében található három- vagy négyjegyű szám az érintkezők számát jelöli.

### AMD socketek
- Super Socket 7 – AMD K6-2, AMD K6-III; Rise MP6.
- Socket 563 – AMD kis fogyasztású mobil Athlon XP-M (µ-PGA, 563 érintkezővel, nagyrészt mobil alkatrészek).
- Socket 754 – AMD egyprocesszoros foglalat, egycsatornás DDR-SDRAM támogatással. AMD Athlon 64, Sempron, Turion 64 processzorokat fogad (PGA, 754 érintkezővel).
- Socket 939 – AMD egyprocesszoros foglalat, amiben már megjelentek az egy és kétmagos processzorok, kétcsatornás DDR-SDRAM támogatással. Athlon 64, egy magos Athlon 64 FX 2,8 GHz-ig, két magos Athlon 64 FX 2,6 GHz-ig Athlon 64 X2 és Opteron 100-as sorozatú processzorokat fogad (PGA, 939 érintkezővel). Leváltotta a Socket AM2 két évvel a piacra dobás után.
- Socket 940 – AMD egy és kétprocesszoros foglalat kétcsatornás DDR-SDRAM támogatással. AMD Opteron processzorokat fogad. (PGA, 940 érintkezővel)
- Socket A (más néven „Socket 462”) – AMD foglalat, fogadja az Athlon, Duron, Athlon XP, Athlon XP-M, Athlon MP és Sempron processzorokat. (PGA, 453 érintkezővel).
- Socket AM2 – AMD egyprocesszoros foglalat, DDR2-SDRAM támogatással. A Socket 754-et és 939-et váltja le. (PGA, 940 érintkezővel, néhányan összekeverik a Socket 940-nel az azonos lábszám miatt, de ezzel asztali rendszerekbe szánt processzorokat tokoznak, míg a Socket 940-nel főleg szerverekben találkozhatunk. Lábkiosztásuk eltérő. Athlon 64, Athlon 64 X2, Athlon 64 FX és Opteron processzorokat fogad.
- Socket AM2+ – Az elkövetkező AMD foglalat egyprocesszoros rendszerekhez. Támogatja a DDR2-t és a HyperTransport 3-at, a memóriákhoz külön szálon kapcsolódhat a processzor. 2007 második vagy harmadik negyedévében tervezték piacra dobni. A Socket AM2-t váltja le. (PGA, 940 érintkezővel, kompatibilis a Socket AM2-be illeszkedő processzorokkal).
- Socket AM3 – AMD foglalat egyprocesszoros rendszerekhez. Támogatja a DDR3-t és a HyperTransport 3-at, a memóriákhoz külön szálon kapcsolódhat a processzor. 2008 közepén tervezték piacra dobni. A Socket AM2+-t váltja, DDR3-SDRAM támogatással. (PGA, ismeretlen számú érintkezővel).
- Socket AM4
- Socket F (más néven „Socket 1207”) – AMD foglalat többprocesszoros rendszerekhez, DDR2-SDRAM támogatással. Fogadja az AMD Opteron (2xxx és 8xxx szériát) és az Athlon 64 FX processzorokat. A Socket 940-et váltja ki. (LGA, 1207 érintkezővel).
- Socket S1 – AMD foglalat hordozható számítógépekhez DDR2-SDRAM támogatással. A Socket 754-et váltja a hordozható gépek piacán. (PGA, 638 érintkezővel).
- Az elkövetkező processzorok, amiket AMD Fusion kódnéven fejlesztenek a Socket FM1, Socket FM2 and Socket FM3.

### Intel socketek
- 40 pin DIP – Intel 8086, Intel 8088
- 68 pin PLCC – Intel 80186, Intel 80286, Intel 80386
- Socket 1 – 80486 (PGA, 169 érintkezővel)
- Socket 2 – 80486 (PGA, 238 érintkezővel)
- Socket 3 – 80486 (3.3 V és 5 V) és a kompatibilis klónok (PGA, 237 érintkezővel)
- Socket 4 – Intel Pentium 60/66 MHz (PGA, 273 érintkezővel)
- Socket 5 – Intel Pentium 75-133 MHz, AMD K5, IDT WinChip C6, WinChip 2 (PGA, 320 érintkezővel)
- Socket 6 – A 80486-hoz tervezték, de nem terjedt el (PGA, 235 érintkezővel)
- Socket 7 – Intel Pentium, Pentium MMX; AMD K6; néhány Cyrix CPU. Fogadja a Socket 5-be illeszkedő processzorokat is. (PGA, 321 érintkezővel)
- Socket 8 – Intel Pentium Pro (PGA, 387 érintkezővel)
- Socket 370 – Intel Pentium III, Celeron, Cyrix III; VIA C3 (PGA, 370 érintkezővel)[1][2][3][4][5]
- Socket 423 – Willamette magos Intel Pentium 4 and Celeron processzorokat fogad. (PGA, 423 érintkezővel)
- Socket 478 – Fogadja a Northwood, Prescott és Willamette magos Intel Pentium 4, Celeron, Pentium 4 Extreme Edition, Pentium M CPU-kat. (PGA, 478 érintkezővel)
- Socket 479 – Intel Pentium M and Celeron M (Banias és Dothan maggal) (PGA, 478 érintkezővel, fizikailag kompatibilis a Socket 478-cal, azonban elektronikailag nem)
- Micro-FCBGA – Intel Mobile Celeron, Core 2 Duo (mobil), Core Duo, Core Solo, Pentium Dual-Core, Celeron M, Pentium III (mobile), Mobile Celeron (BGA, 479 érintkezővel)
- Socket 486 – 80486
- Socket 495 – Celeron/P3? – http://download.intel.com/design/mobile/applnots/24528401.pdf
- Socket 603 – Foster és Prestonia magos Intel Xeonokat fogad (PGA, 603 érintkezővel)
- Socket 604 – Intel Xeon (PGA, 604 érintkezővel)
- PAC418 – Intel Itanium
- PAC611 – Intel Itanium 2, HP PA-RISC 8800 és 8900
- Socket B – Egy új foglalat az Intel új processzorai számára, processzorba integrált memóriavezérlővel Intel QuickPath Interconnect támogatással. (LGA, 1366 érintkezővel)
- Socket H – a Socket T leváltására tervezett foglalat integrált memóriavezérlő nélkül és újabb pont-pont processzor csatolást. (LGA, 715 érintkezővel)
- Socket J (más néven LGA 771) – Woodcrest magos Intel Xeon-hoz (LGA, 771 érintkezővel)
- Socket M – Intel Core Solo, Intel Core Duo and Intel Core 2 Duo (PGA, 478 érintkezővel, fizikailag sem kompatibilis a Socket 478 vagy 479-cel)
- Socket N – Alacsony fogyasztású kétmagos Intel Xeon-hoz
- Socket P – Az új foglalat az Intel Core 2 processzorok T5x00 és T7x00 sorozatához (PGA, 478 érintkezővel, nem kompatibilis a korábbi 478 lábú tokozásokkal)
- Socket T (más néven Socket 775 vagy LGA775) – Fogadja a Northwood, Prescott, Conroe, Kentsfield, Cedar Mill, Wolfdale, Yorkfield és Allendale magos Intel Pentium 4, Pentium D, Celeron D, Pentium Extreme Edition, Core 2 Duo, Core 2 Extreme, Celeron, Xeon 3000-es széria, Core 2 Quad processzorokat

### Egyéb socketek
- Socket 463 (ismert még Socket NexGen néven is) – NexGen Nx586
- Socket 499 – DEC Alpha 21164a

### Slotok
- Slot 1 – Intel Celeron, Pentium II, Pentium III
- Slot 2 – Intel Pentium II Xeon, Pentium III Xeon
- Slot A – AMD Athlon
- Slot B – DEC Alpha
- Slotket – átalakító, amellyel a buszkompatibilis socketes processzorok használhatók slotos alaplapokon. (Például: Intel 440BX chipset)